# Gary M. Gordon

Wappen von Gary Gordon

Gary Michael Gordon (* 10. Juni 1957 in Vancouver) ist ein kanadischer Geistlicher und Bischof von Victoria.

## Leben
Gary M. Gordon empfing am 22. Mai 1982 die Priesterweihe.
Papst Benedikt XVI. ernannte ihn am 5. Januar 2006 zum Bischof von Whitehorse. Die Bischofsweihe spendete ihm der Erzbischof von Vancouver, Raymond Roussin SM, am 22. März desselben Jahres; Mitkonsekratoren waren David John James Monroe, Bischof von Kamloops, und Denis Croteau OMI, Bischof von Mackenzie-Fort Smith.
Papst Franziskus ernannte ihn am 14. Juni 2014 zum Bischof von Victoria. Die Amtseinführung fand am 28. August statt.